# 骨格筋
骨格筋（こっかくきん、英語: skeletal muscle）は、動物の筋肉の一分類であり、骨格を動かす筋肉を指す。ここではヒトの骨格筋について記す。
骨格筋は組織学的には横紋筋であり、内臓筋が平滑筋であるのと対照をなしている。ただし浅頭筋などにみられる皮筋や、舌や咽頭、横隔膜の一部も骨格を支えているわけではないが、骨格筋組織である横紋筋である。

## 構造

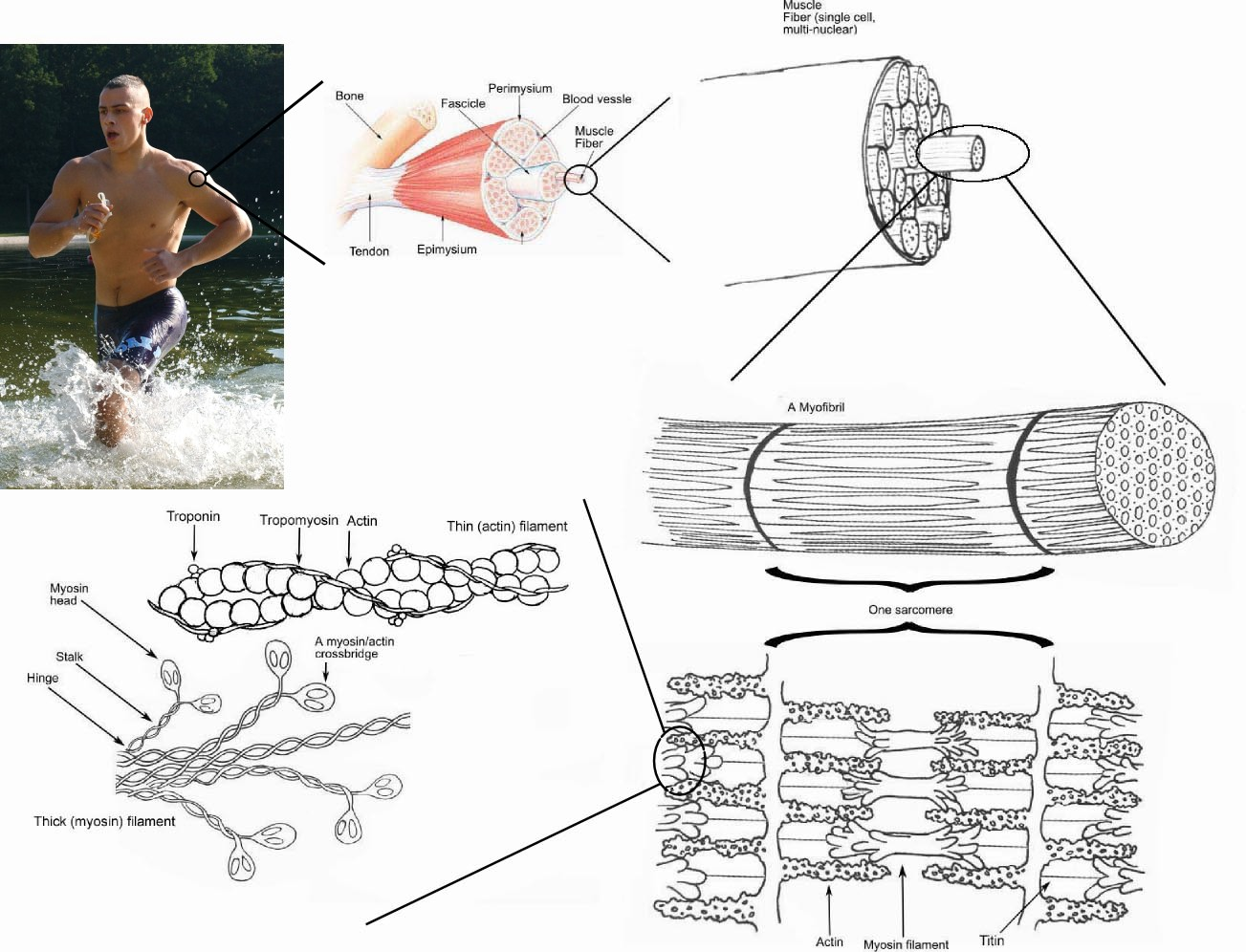
骨格筋。トップダウン(ズームアップ)方式の図示
(クリックして拡大)

骨格筋は、細長い筋繊維とその細胞間を埋めて束ねる結合組織からなる。
筋繊維（筋線維とも）はそれぞれが一個の細胞で、筋細胞と呼ばれる。筋細胞は多くの核を持っている多核細胞（合胞体）である。
筋繊維の集まりが筋束を構成し、筋束の集まりが骨格筋を構成する。

## 配置と形状
骨格筋は骨格に対して、関節をまたぐように結びついている。その結びつく関節との関係からは、大きく屈筋と伸筋に分けられる。前者はその関節の曲がる側についており、縮むことで関節が曲がるようになっている。後者はその反対側につき、縮むと関節が伸びる。筋肉は収縮時に力を出すが、自分自身で伸びることはできないので、屈筋と伸筋が互いに拮抗的に働くことで関節の曲げ伸ばしが行われる。
骨格筋の形状はさまざまであり、紡錘筋、羽状筋、半羽状筋、鋸筋などに分類される。
また骨格筋には枝分かれしているものがあり、筋頭（骨格筋の、体の中心に近い部分）の数で分類することができる。筋頭がひとつのものを単頭筋、筋頭が二つのものを二頭筋、三つのものを三頭筋、四つのものを四頭筋と呼ぶ。

## 速筋線維と遅筋線維
筋線維には大きく2種類あり、ミトコンドリアに富んで酸素を利用した持続的な収縮の可能な遅筋線維（Type 1、赤筋、色の原因は、酸素結合性タンパク質、ミオグロビンである）と、ミトコンドリアは比較的少なく解糖系による瞬発的な収縮の可能な速筋線維（Type 2、白筋）にわけられる。速筋線維の中でもやや持続的収縮に向いたものはType 2a、そうでないものはType 2X、Type 2bとさらに細分される。最も速い速筋繊維であるType 2bはラットなどのげっ歯類の骨格筋繊維に含まれているが、ヒトの骨格筋においてはほとんど含まれていない。
なお、遅筋線維、速筋線維はそれぞれ遅筋、速筋と呼ばれることが多い。さらには、両者の性質を備えた中間筋の存在も認められている。
ヒトの場合、Type 2aとType 2Xの混ざりあった中間筋は観察されているが、Type 1とType 2の混ざった中間筋はみられない。
Type 1とType 2との間の筋繊維の混合や移行は、ヒトでは起こらないとされている。

## 神経と感覚器
骨格筋は運動神経に支配されており、運動神経から信号を受けると収縮して力を発揮する。1本の運動神経とそれに支配される筋線維をあわせて運動単位あるいは神経筋単位と呼ぶ。運動神経1本あたりの筋線維の数は、指などの精密な動きをする筋肉では少なく、大腿など大きな動きをする筋肉では多い。骨格筋線維を直接支配している神経線維は、α線維と呼ばれる径の太い（神経伝達速度の速い）ものである。また、骨格筋には筋紡錘、ゴルジ腱器官と呼ばれる感覚器が存在する。
筋紡錘骨格筋の長さの変化に反応する。筋紡錘もまた骨格筋線維からなる。これをIa群線維と呼ばれる感覚神経のほか、γ運動神経と呼ばれる神経線維も支配している。γ線維は、筋紡錘を収縮させたり弛緩させたりすることで筋紡錘の感度を調節し、結果的に筋の緊張状態を調節している（γループ）。
ゴルジ腱器官筋－腱移行部に存在し、骨格筋の張力に反応する。Ib群線維と呼ばれる神経につながる。腱紡錘とも呼ばれる。